# Empresa Pública de Comunicación del Ecuador
Medios Públicos, es el nombre corto de la Empresa Pública Medios Públicos del Ecuador - Medios Públicos EP (MPEP EP EL)  es una empresa pública ecuatoriana de la Función Ejecutiva, que se encargo de administrar los medios de comunicación del Estado Ecuatoriano: Radio Pública, Televisión Pública, Diario El Telégrafo impreso y digital. 

## Historia

### Antecedentes
Nacimiento y Creación
La Empresa Pública Medios Públicos de Comunicación del Ecuador – Medios Públicos EP fue creada mediante Decreto Ejecutivo N° 1158 del 22 de agosto de 2016, en un proceso donde se fusionó por absorción a las Empresas Públicas EL TELÉGRAFO EP y RTVECUADOR EP. Mediante Decreto Ejecutivo N° 1059 del 19 de mayo de 2020, el presidente Constitucional de la República del Ecuador, dispone la extinción de la Empresa Pública Medios Públicos de Comunicación del Ecuador - Medios Públicos EP.

Misión
Dar cumplimiento a la disposición emitida por el señor Presidente de la República mediante Decreto Ejecutivo N° 1059 del 19 de mayo de 2020, por medio del cual dispone la extinción de la Empresa Pública Medios Públicos de Comunicación del Ecuador - Medios Públicos EP.
Dar cumplimiento al Decreto Ejecutivo N° 1160 del 26 de septiembre de 2020, por medio del cual dispone escindir la Empresa Pública Medios Públicos de Comunicación del Ecuador – Medios Públicos EP y crear la Empresa Pública de Comunicación del Ecuador EP.

Principios y valores

#### Diario El Telégrafo
Inició con la creación del diario El Telégrafo, nacido en Guayaquil el 16 de febrero de 1884. Siendo el primer diario en usar este nombre, heredado en inauguración del primer Telégrafo en Ecuador en 1884, el Estado Ecuatoriano en 2007 embargo al sector privado este medio de comunicación y con fecha 15 de enero de 2015 mediante Decreto Ejecutivo No. 545 se crea la Empresa Pública El Telégrafo EP. El 18 de julio de 2020, El Telégrafo editó su último número impreso, en vista del proceso de liquidación de Medios Públicos.

#### Diario El Tiempo
Este diario se fundó el 12 de abril de 1955 por Humberto Toral León en la ciudad de Cuenca, en la provincia de Azuay, fue considerado como un gran diario regional,  entre los años 2015 y 2016 se realiza la transferencia de acciones de este medio público a la Empresa Pública Medios Públicos del Ecuador EP - MPEP EP. El 31 de mayo de 2020, El Tiempo editó su último número, en vista del proceso de liquidación de Medios Públicos.

#### Televisión

##### Ecuador TV
Se fundó el 26 de octubre de 2007 gracias a una inversión de US$ 5,000,000 (cinco millones de dólares) del Banco de Desarrollo Social y Económico de Venezuela (BANDES), establecido al mismo tiempo que la instalación de la Asamblea Constituyente, creando la señal de prueba el 29 de noviembre de 2007 y posteriormente lanzado oficialmente el 1 de abril de 2008 a las 5:27 a. m. con el Himno Nacional del Ecuador interpretado por la Orquesta Sinfónica Nacional del Ecuador, bajo la dirección de Álvaro Manzano. Es el primer canal público y canal principal de la organización.

#### Radio
El 18 de agosto del 2008, se creó Radio Pública de Ecuador (Hoy Pública FM). Está a cargo de la Secretaría General de Comunicación de la Presidencia. La implementación de la emisora pública ecuatoriana contó con un presupuesto de 1,700,000 (un millón setecientos mil) dólares.

### Inicio de la organización
Bajo el decreto del presidente Rafael Correa, tras la fusión de los diarios El Telégrafo y El Tiempo. Asimismo también con la unión de Radio y Televisión de Ecuador (Ecuador TV y Pública FM). Posteriormente se unirían dos medios televisivos privados por motivo de deudas.

#### TC Televisión
TC Televisión se fundó como un canal privado el 9 de julio de 1968, por Ismael Pérez Perasso y lanzado al aire el 30 de mayo de 1969. El martes 8 de julio de 2008, la Agencia de Garantía de Depósitos (AGD) ordenó la incautación de todas las empresas del grupo económico Isaías, entre ellas esta televisora. Según la AGD los propietarios del poseían una deuda generada al recibir dinero del Estado durante la crisis financiera de 1998 y 1999, cuando estos eran accionistas de Filanbanco. La televisora continuó transmitiendo hasta resolver su situación jurídica, como consecuencia, TC Televisión pasó a manos de Sistema Ecuatoriano de Radio y Televisión S.A. (Hoy Medios Públicos)

#### Gamavisión
En el caso de Gamavisión también se fundó como canal privado el 18 de abril de 1977. La televisora transmitió con administración estatal desde julio de 2008. Desde abril del 2010 inició su venta, concretándose el 21 de enero de 2012 un proceso de venta del 22% del paquete accionario a favor de los empleados del medio. (Hoy Medios Públicos)

### Nuevos canales de televisión

#### TV Legislativa
La Asamblea Nacional de Ecuador fue quien planificó crear un canal de televisión, quién fue impulsado por el Arq. Fernando Cordero Cueva, quién después estaría a cargo de la directora de comunicación, Julia Ortega Almeida y al especialista en radio y televisión Enrique Bayas, en la creación del proyecto denominado Televisión Legislativa TVL. Luego se unió al equipo de trabajo el Ing, Adrián Haro, siendo los ejecutores del proyecto y creación de "La Radio" de la Asamblea Nacional de Ecuador.
Tuvo su origen el 20 de abril de 2010. Fernando Cordero solicitó al Consejo Nacional de Telecomunicaciones (Conatel) la autorización de 24 frecuencias principales para implementar un sistema de tv abierta a nivel nacional, aprobada de manera temporal por un año. La programación del canal trataría sobre la realidad ecuatoriana, transmisiones en vivo de los asambleístas, entre otros.
Posteriormente, el 22 de marzo del 2013, iniciaron sus transmisiones, realizando pruebas en la ciudad de Quito, con la primera transmisión en vivo del 128ª Asamblea de la Unión Interparlamentaria realizada el 27 de marzo del 2013. En el 2015, se implementó la señal a nivel nacional.

#### Tele Ciudadana
El 1 de diciembre del 2014, se lanzó al aire en señal abierta el canal Tele Ciudadana, cuya programación general e institucional, fue implementado por la Secretaría Nacional de Comunicación (SECOM). Posteriormente, debido a que el canal costaba 2,000,000 (dos millones) de dólares y causaba perjuicios económicos para el Estado Ecuatoriano, el 21 de agosto de 2018, cesó sus transmisiones.

#### Educa
Antes de la salida al aire del canal Educa, se inició como un programa (franja) de televisión el 1 de octubre del 2012 como Proyecto Educa, en todo canal de televisión privado y público, desde las 15:00 horas hasta las 19:00 horas. Teniendo como objetivo llevar un espacio para los niños, niñas y adolescentes un mejor aprendizaje y conocimientos culturales, dando inicio a los programas ‘Entornos invisibles de la ciencia y la tecnología’, ‘Mi Ecuador querido’, ‘Tveo en clase’, ‘Mi salud tv, ‘Otra historia’, entre otros.
El 2 de diciembre de 2014 se lanzó al aire el canal Educa, dejando de transmitirse como una franja en varios canales de televisión, con 630 programas diarios usados en las aulas escolares con fichas de orientación metodológica. El canal fue fundado por el ministro de Educación Augusto Espinosa, en las señales del canal 28 de Quito y 43 de Guayaquil, y próximamente su señal se expandirá a todo ecuador. Con el objetivo de ampliar los espacios educativos de manera entretenida para niños, jóvenes y adultos.

## Divisiones
Medios Públicos se dividen en 6 suborganizaciones:
- Diario El Telégrafo
- RTVE Ecuador (Conformado por Ecuador TV, Pública FM y la Agencia ANDES Ecuador)
- La Cadena Ecuatoriana de Televisión (TC Televisión)
- La Compañía Televisión del Pacífico Teledos (Gamavisión)
- La Asamblea Nacional de Ecuador (TV Legislativa)
- El canal Educa del Ministerio de Educación

## Periódico
Medios Públicos tiene 1 diario público:
| Logo | Nombre       | Eslogan                                     | Género              | Fundación |
| ---- | ------------ | ------------------------------------------- | ------------------- | --- |
|      | El Telégrafo | El Decano de la Prensa Nacional, desde 1884 | Información General | 16 de febrero de 1884 (como medio privado) 17 de marzo de 2008 (refundación como parte de los medios públicos) |

## Televisión
Medios Públicos administra 5 canales de televisión:
| Logo | Nombre         | Eslogan                   | Programación | Fundación | Inicio de transmisión  | Señales                                                                     |
| ---- | -------------- | ------------------------- | --- | --- | ---------------------- | --------------------------------------------------------------------------- |
|      | Ecuador TV     | Donde estés, estamos      | Canal principal generalista, con programación informativa, cultural, política, entre otros. Es el primer Medio Público más joven de la organización, creado en el 2007. | 29 de noviembre de 2007 (señal de prueba, desde el inicio de la Asamblea Constituyente) Inicios de 2008 (como parte de los medios públicos)                                                                                         | 1 de abril de 2008     | Canal 7 (Análogo) Canal 7.1 (TDT)                                           |
|      | TC Televisión  | Somos Todos Va conmigo    | Primer canal generalista comercial. Fundado el 9 de julio de 1968 por el empresario Ismael Pérez Perasso y lanzado al aire el 30 de mayo de 1969, y actualmente es propietario por Compañía independiente TC TELEVISIÓN, y es operado por la Cadena Ecuatoriana de Televisión.                                                                                 | 9 de agosto de 1968 (señal de prueba, como canal privado hasta su inicio de transmisión) 8 de julio de 2008 (refundación como parte de los medios públicos)                                                                         | 30 de mayo de 1969     | Canal 10 (Análogo) Canal 10.1 (TDT)                                         |
|      | Gamavisión     | vive intensamente         | Segundo canal generalista comercial, fue fundado en 1976 por iniciativa del empresario Marcel Rivas Sáenz. La mayor parte de su paquete accionario fue incautado en 2008. Pese a no recibir presupuesto estatal, pertenece a Medios Públicos 95% y Fideicomiso de Trabajadores de Gamavisión 5%, y es operado por la Compañía Televisión del Pacífico Teledos. | Segundo semestre de 1976 (señal de prueba, como canal privado hasta su inicio de transmisión) 8 de julio de 2008 (refundación como parte de los medios públicos)                                                                    | 18 de abril de 1977    | Canal 2 Quito y 8 Guayaquil (Análogo) Canal 2.1 Quito y 8.1 Guayaquil (TDT) |
|      | TV Legislativa | Su Televisión Legislativa | Canal legislativo e institucional, es la emisora oficial de la Asamblea Nacional de Ecuador que se ocupa de difundir la actividad parlamentaria con la finalidad de contribuir a informar, analizar y discutir pública y ampliamente los problemas de la realidad nacional, relacionados con la actividad parlamentaria ecuatoriana.                           | 20 de abril de 2010 (Mediante un concurso de frecuencias organizado por la CONATEL durante la I Asamblea Nacional) 17 de febrero de 2013 (señal de prueba durante el proceso electoral del 2013, como parte de los medios públicos) | 22 de marzo de 2013    | Canal 42 Quito y 22 Guayaquil (Análogo)                                     |
|      | Educa          | Contigo                   | Canal educativo, inicialmente como un bloque, actualmente se transmiten en las cadenas televisivas de Ecuador. | 1 de octubre de 2012 (como un programa de televisión) Inicios de 2013 (como un canal de televisión y parte de los medios públicos)                                                                                                  | 2 de diciembre de 2014 | Canal 28 Quito y 43 Guayaquil (Análogo)                                     |

## Radio
Medios Públicos administra 1 radio:
| Logo | Nombre     | Eslogan                | Programación                  | Fundación | Inicio de transmisión | Emisora                        |
| ---- | ---------- | ---------------------- | ----------------------------- | --- | --------------------- | ------------------------------ |
|      | Pública FM | Soy tu voz, tu corazón | Emisora principal generalista | 29 de noviembre de 2007 (señal de prueba, desde el inicio de la Asamblea Constituyente) Inicios de 2008 (como parte de los medios públicos) | 18 de agosto de 2008  | 105.3 FM y señales repetidoras |

## Logotipos

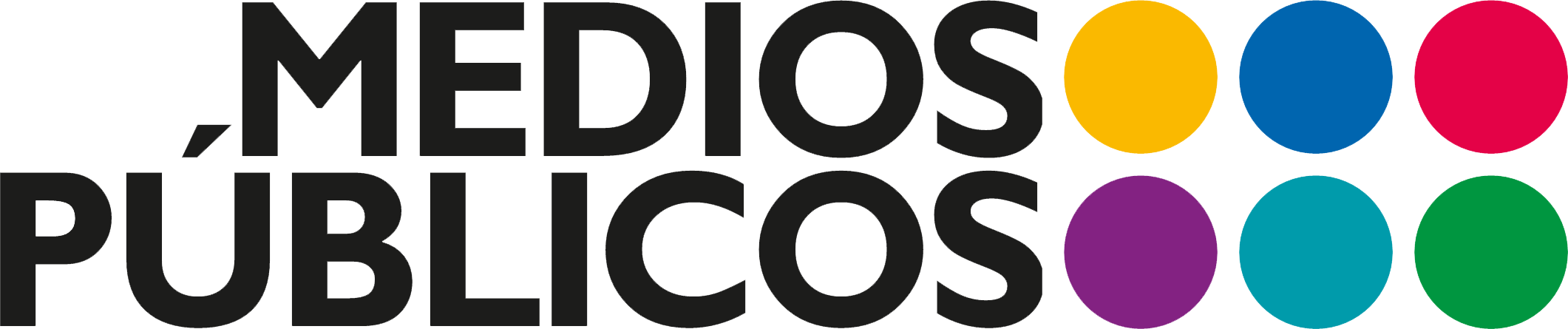
2020-presente